# Tropinota annabrunae
Tropinota annabrunae är en skalbaggsart som beskrevs av Crovetti 1973. Tropinota annabrunae ingår i släktet Tropinota och familjen Cetoniidae. Inga underarter finns listade i Catalogue of Life.